# Аникінці (Мулінське сільське поселення)
Ани́кінці (рос. Аникинцы) — присілок у складі Нагорського району Кіровської області, Росія. Входить до складу Мулінського сільського поселення.
Населення становить 3 особи (2010, 6 у 2002).
Національний склад станом на 2002 рік — росіяни 100 %.